# ۷ جعبه
۷ جعبه (انگلیسی: 7 Boxes) یک فیلم هیجان انگیز در سبک کمدی به زبان اسپانیایی است که در سال ۲۰۱۲ در کشور پاراگوئه منتشر شد.